# 신화 (음반)
《신화》(SHIN HWA)는 대한민국의 음악 그룹 신화의 데뷔 음반이다. 음반 표제는 셀프 타이틀로, 초판은 킹레코드에서, 재발매판은 신나라레코드에서 발매되었다. 이 음반에 쓰여진 '신화'의 영문 표기인 'SHINWHA'는 2집 앨범 《T.O.P.》부터 'SHINHWA'로 바뀐다. 타이틀곡 〈해결사〉로 앨범 활동을 시작하여 〈으쌰!으쌰!〉, 〈천일유혼〉으로 마무리 지었다.

## 특이 사항
앨범 속지에는 신화 멤버들의 생년월일, 신장, 체중 정보를 표기해놓았고, 이와 함께 각자의 특기를 '특수 능력(Special Ability)'이라는 항목으로 소개하고 있다.
- 에릭(Eric Mun) - 클라리넷, 색소폰, 프리스타일 랩, 비트박스, 랩 메이킹
- 앤디(Andy Lee) - 농구, 배구, 댄스
- 이민우(Lee Min Woo) - 힙합댄스, 비트박스, 퍼포먼스
- 전진(Jun Jin) - 댄스
- 김동완(Kim Dong Wan) - 퍼포먼스, 피아노, 일렉트릭 기타
- 신혜성(Shin Hye Sung) - 태권도

## 수록곡
| #            | 제목                     | 작사                    | 작곡                       | 편곡  | 재생 시간 |
| ------------ | ------------------------ | ----------------------- | -------------------------- | ----- | --------- |
| 1.           | 〈해결사〉               | 유영진, 에릭(영어 가사) | 유영진                     | 3:38  |           |
| 2.           | 〈으쌰!으쌰!〉           | 유영진                  | 유영진                     | 3:32  |           |
| 3.           | 〈천일유혼〉             | 유영진, 에릭(영어 가사) | 유영진, DJ Freddy, Corey D | 3:52  |           |
| 4.           | 〈Rock & Roll Summer!!〉 | Jason Kang              | Jay Kim                    | 4:19  |           |
| 5.           | 〈늘 내가 원하는 것은〉  | 임기철, 에릭(영어 가사) | 임기철                     | 4:24  |           |
| 6.           | 〈눈물〉                 | 가키, 에릭(랩 가사)     | 가키                       | 3:22  |           |
| 7.           | 〈키가 자랐어요〉        | 나경선                  | 신인수                     | 3:51  |           |
| 8.           | 〈비상구〉               | 손낙희, 에릭(랩 가사)   | 손낙희                     | 3:29  |           |
| 9.           | 〈누에〉                 | 손낙희, 에릭(랩 가사)   | 손낙희                     | 3:42  |           |
| 10.          | 〈감사〉                 | 김명직, 에릭(영어 가사) | 김명직                     | 4:52  |           |
| 총 재생 시간 | 총 재생 시간             | 총 재생 시간            | 총 재생 시간               | 37:01 |           |

- 〈으쌰!으쌰!〉는 영국의 팝 음악 그룹 Manfred Mann의 1964년 작 〈Do Wah Diddy Diddy〉를 샘플링하였다.

## 참여
이 목록은 해당 앨범의 부클릿 〈staff〉목록에서 발췌하였다.
| 신화 - 에릭 - 메인 랩, 코러스 - 이민우 - 서브 보컬, 코러스 - 앤디 - 랩, 코러스 - 전진 - 리드 랩, 코러스 - 김동완 - 서브 보컬, 코러스 - 신혜성 - 메인 보컬, 코러스 세션 - Groovie K - 기타(1) - 유영진 - 코러스(1), 토크 박스(2) - 이익성, 김명직 - 건반 악기(10) - 김정배 - 기타(10) | 스탭 - 이수만 - 프로듀서 - 유영진 - 뮤직 코디네이터 - KAT - 녹음, 믹싱, 마스터링 - 김영훈, 김기범 - 녹음 - 김경욱, 유성식, 추윤철, 노준석, 김대성, 정유진, 최윤정 - 프로덕션 - 김보형, 지남근 - 매니지먼트 - 박재준, 이민우 - 안무 - 성문석 - 스타일리스트 - 김연진, 김은아, 최미숙, 김주희 - 보조 스타일리스트 - 조진만 - 사진 - 이지연 - 아트워크, 디자인 디렉터 - SM 엔터테인먼트 - 이그제큐티브 프로듀서 |